# Birecik (district)
Birecik is een Turks district in de provincie Şanlıurfa en telt 83.319 inwoners (2007). Het district heeft een oppervlakte van 789,7 km².
De bevolkingsontwikkeling van het district is weergegeven in onderstaande tabel.

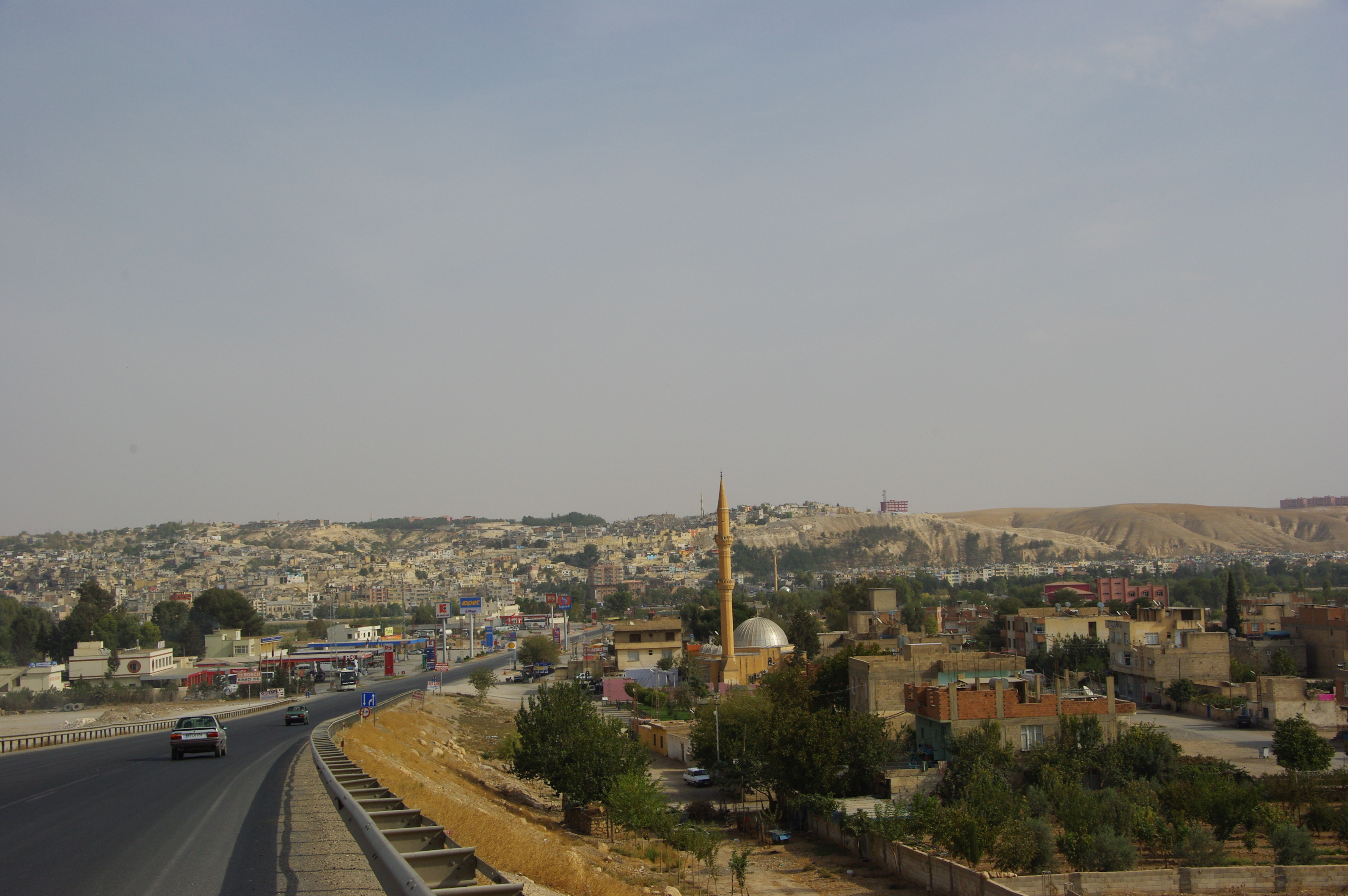
A view of Birecik district

| 1997   | 2000   | 2007   |
| ------ | ------ | ------ |
| 71.838 | 74.671 | 83.319 |